# Кормушка

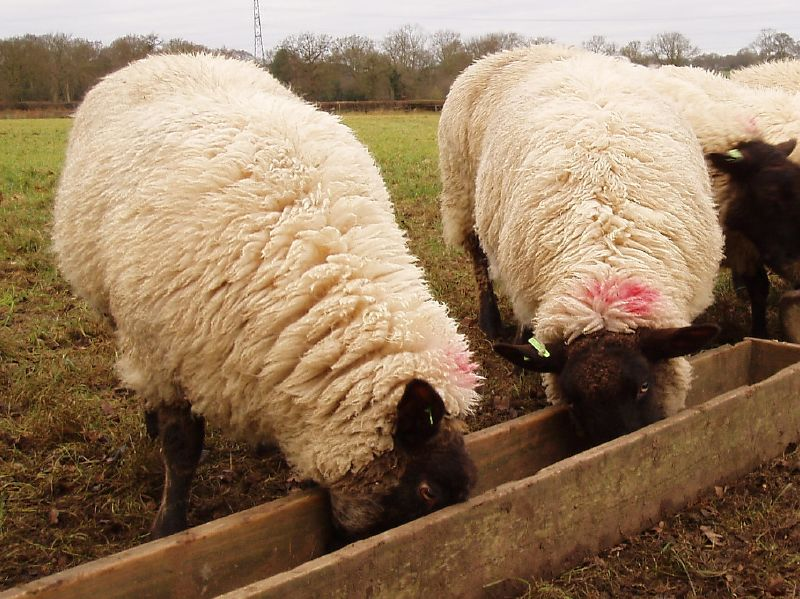
Пара овец у кормушки

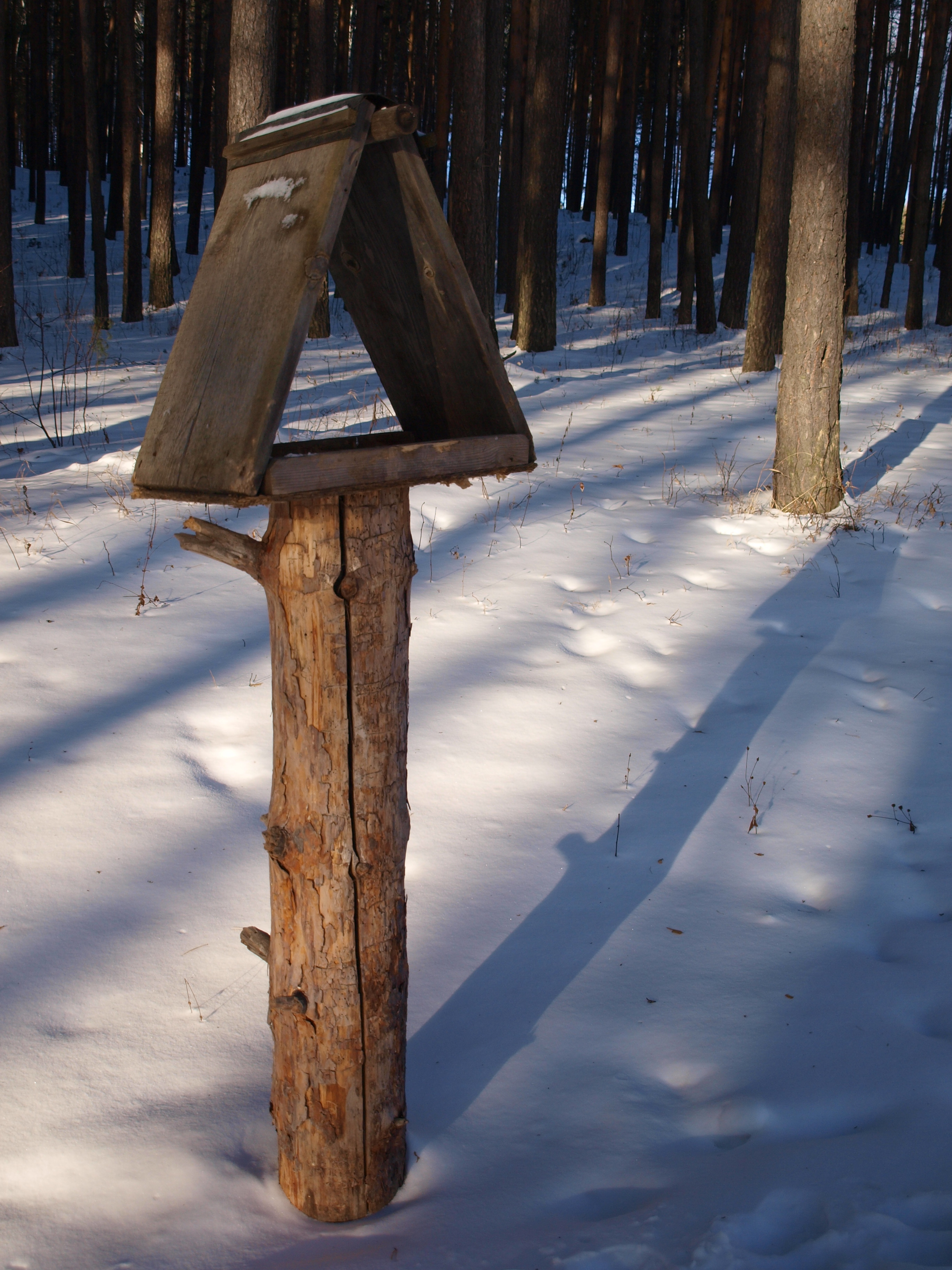
Кормушка для птиц
(Окрестности Миасса)

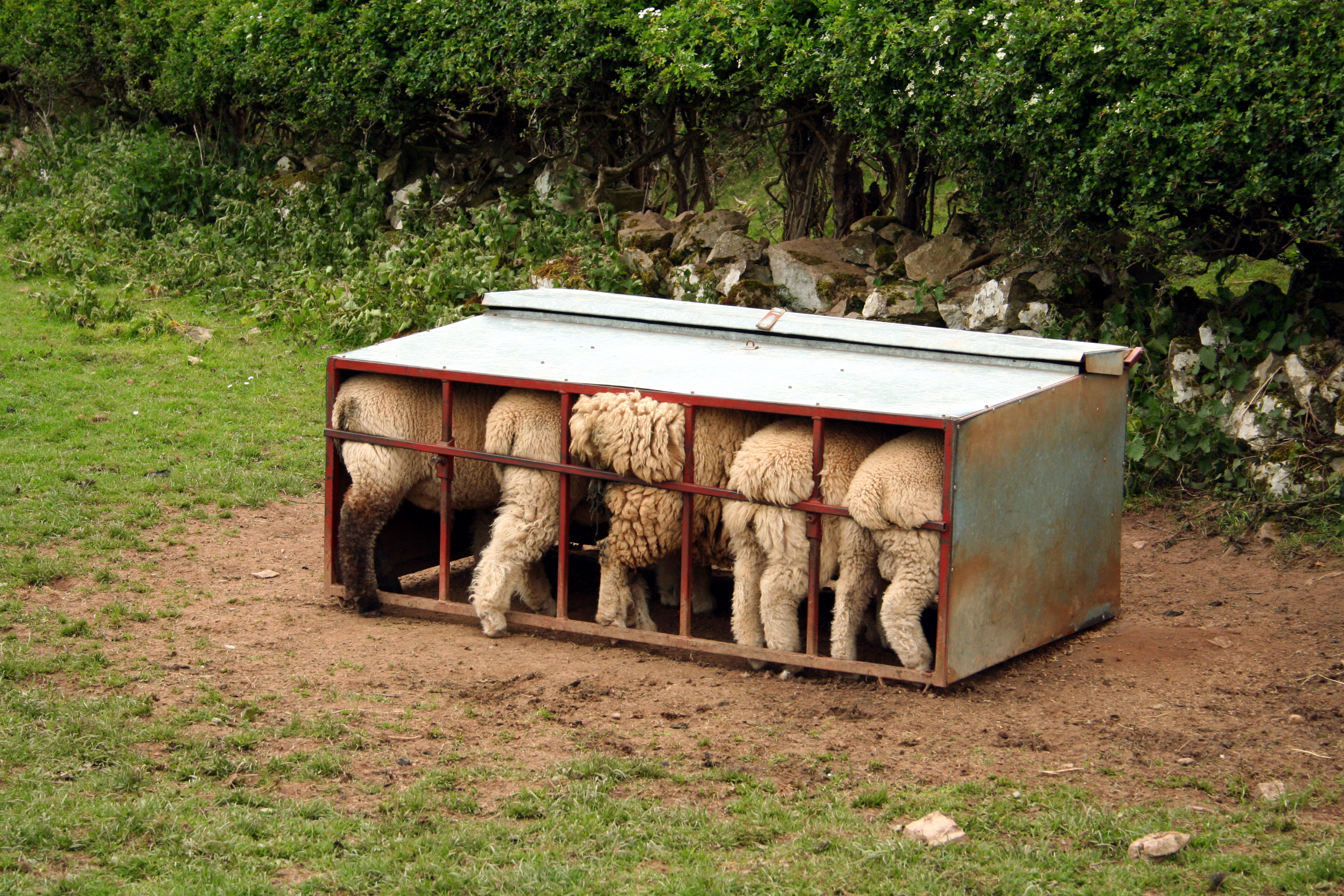
Валлийские ягнята используют «ползающую кормушку»: место, где маленькие ягнята могут есть, а взрослые овцы — нет

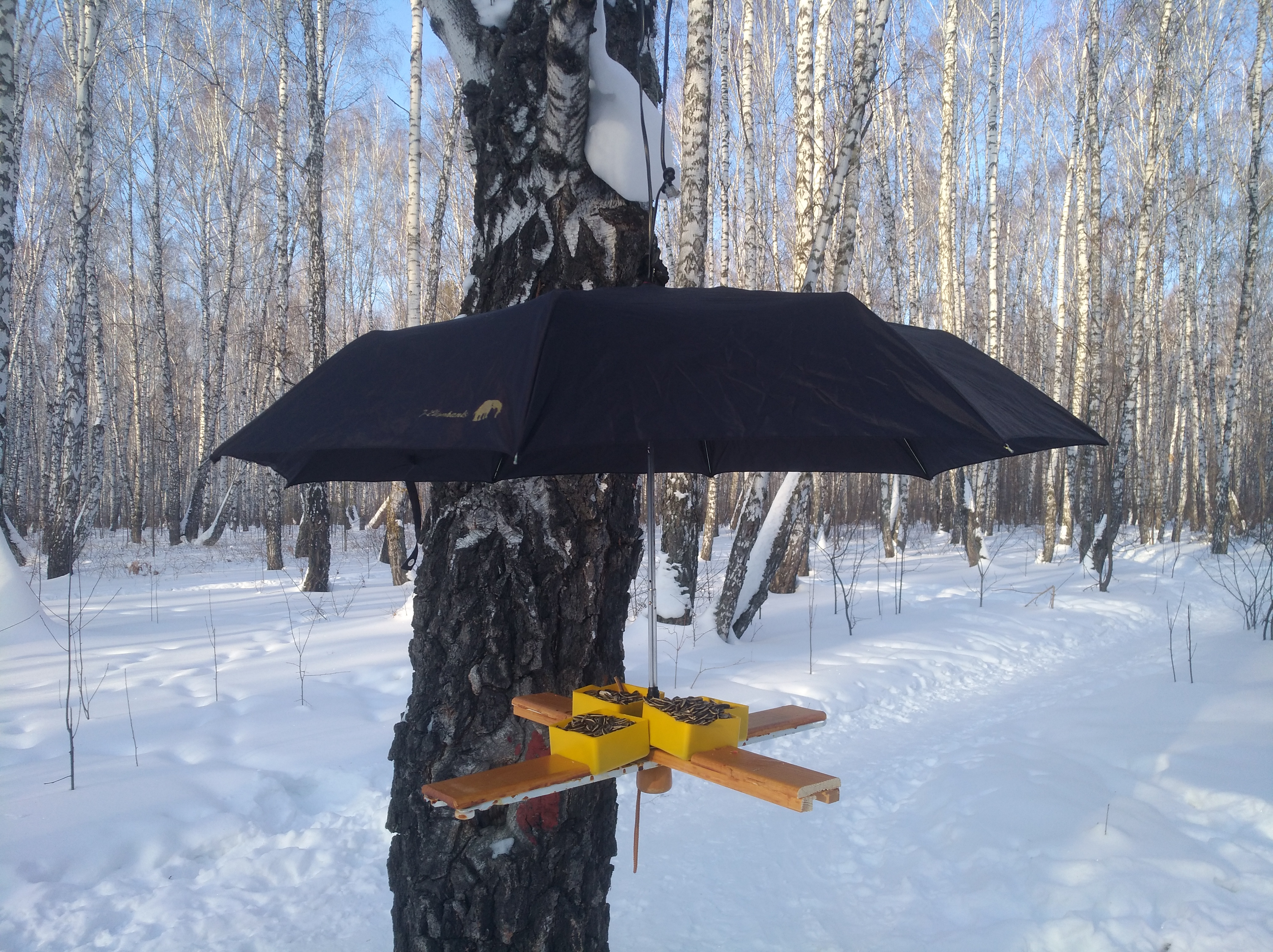
Кормушка - зонт конструкции Борисовых в парке им. Ю.А. Гагарина в Тюмени

Кормушка — приспособление для кормления и наблюдения за домашними (поросятами, курами и т. д.) и дикими (птицами, оленями и т.д.) животными. Используется для содержания домашних животных, а также сохранения диких животных в условиях нехватки для них естественного корма. Кроме того, в условиях городской среды кормушки выполняют эстетические функции.